# Caltha sibirica
Caltha sibirica là một loài thực vật có hoa trong họ Mao lương. Loài này được Makino mô tả khoa học đầu tiên.